# Wędkarstwo muchowe

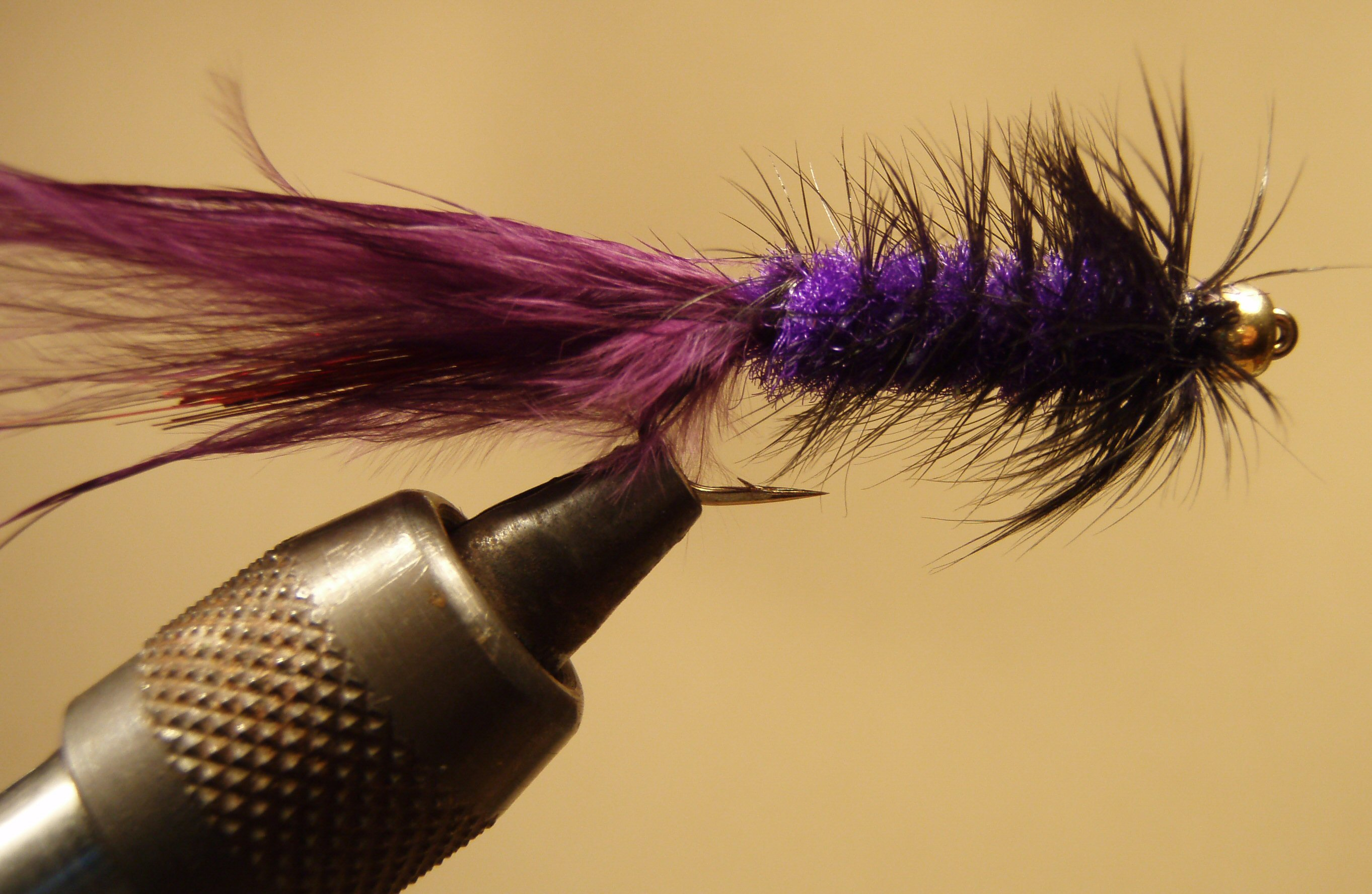
Mucha wędkarska

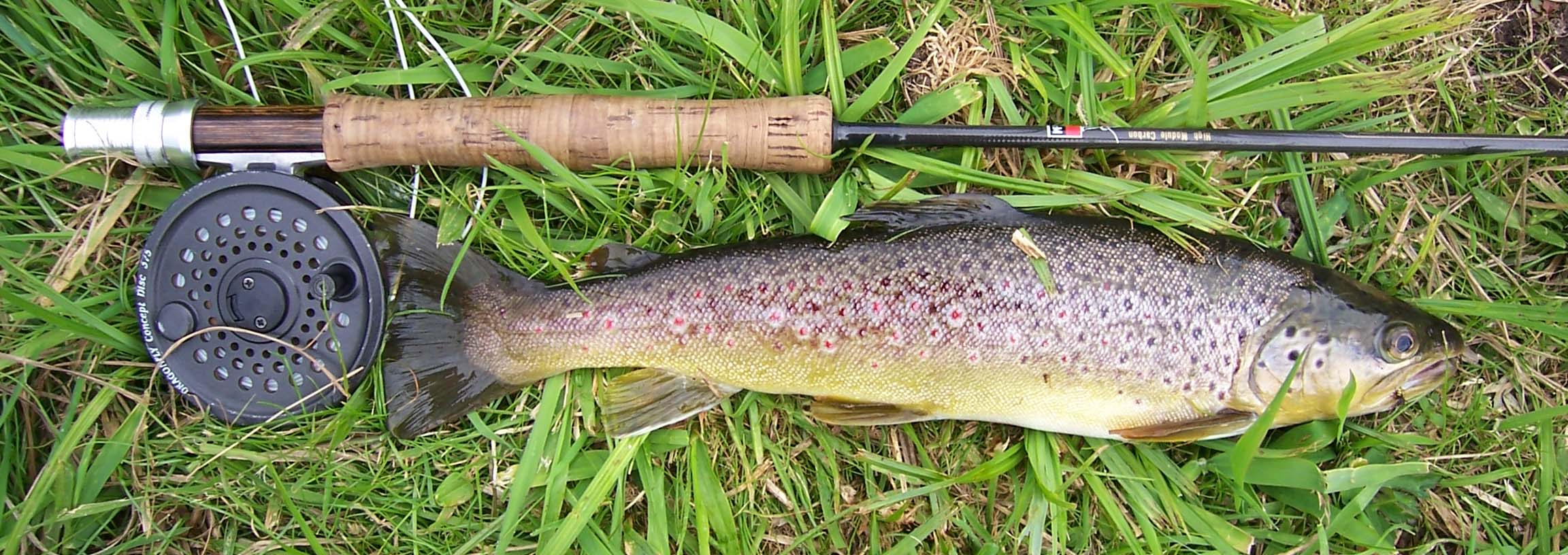
Ryba złowiona na muchę

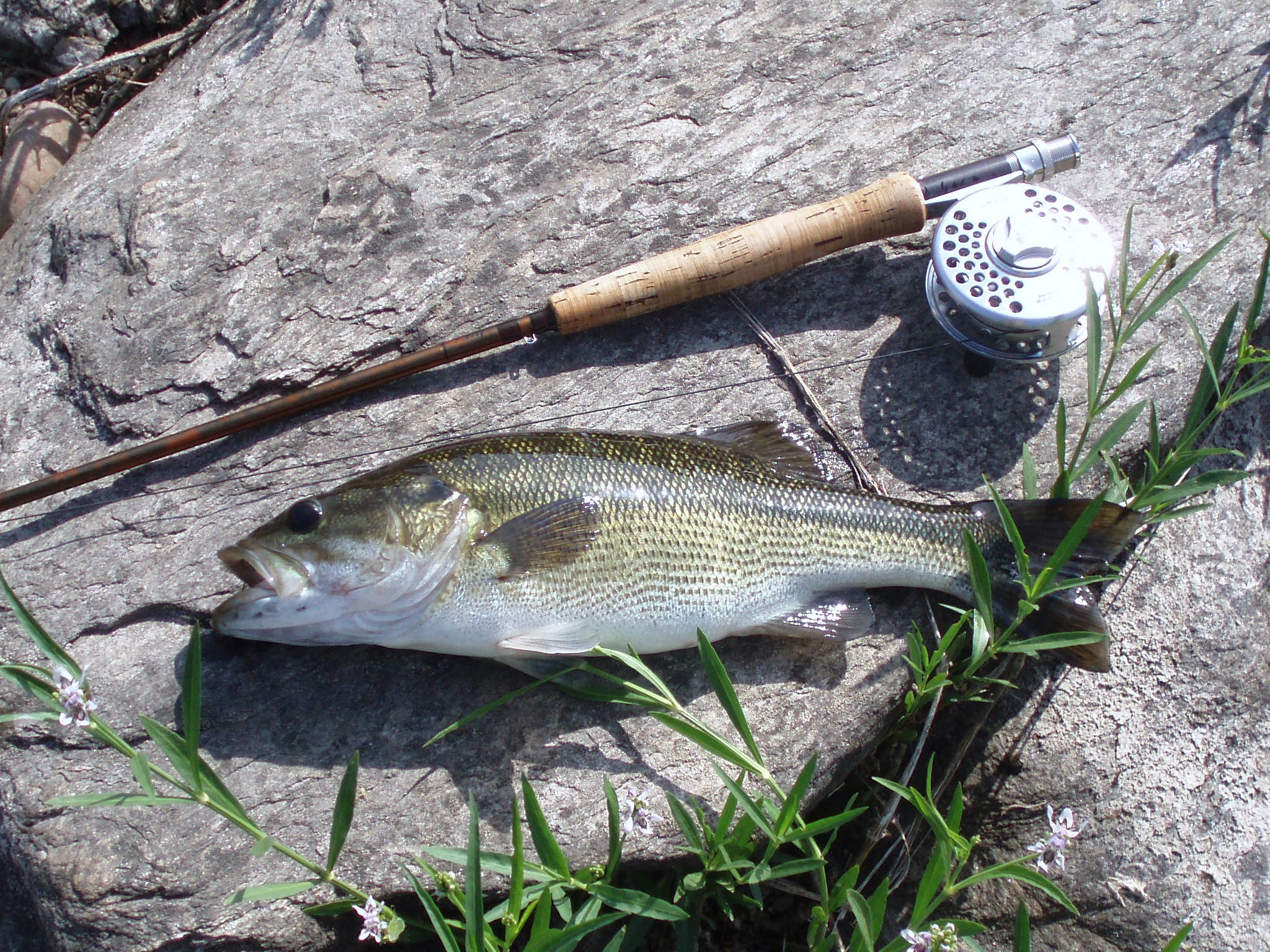
Ryba złowiona na muchę

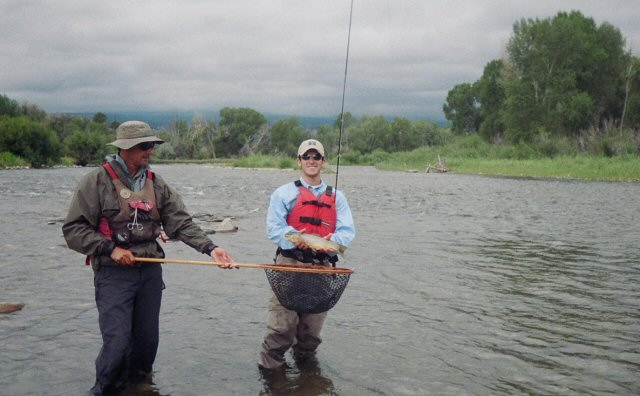
Wędkarze muchowi

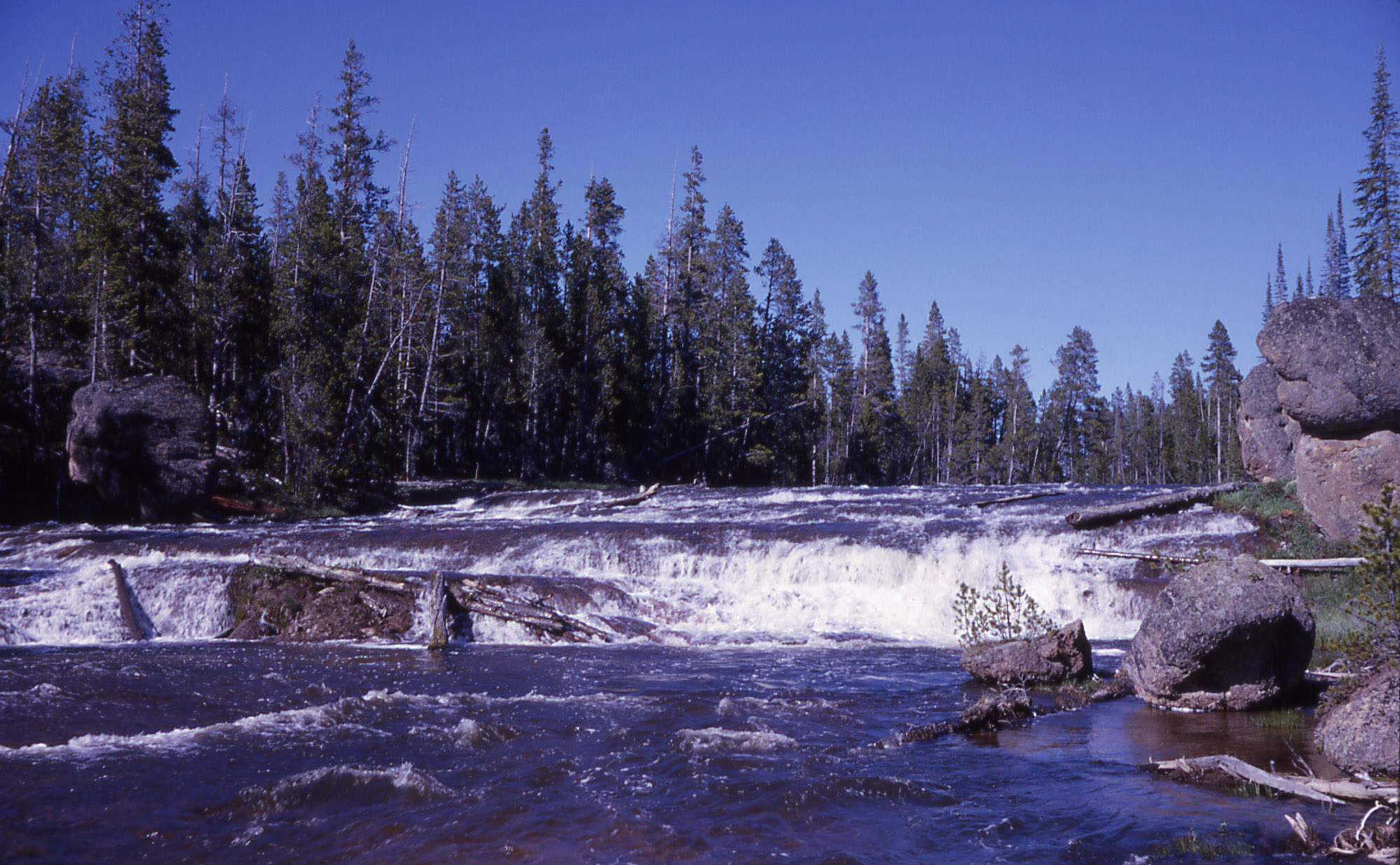
Górskie strumienie pełne ryb łososiowatych

Wędkarstwo muchowe – jeden ze sposobów wędkowania, polegający na poławianiu ryb techniką z wykorzystaniem metod sztucznych na tzw. muszkę.
Wędkarz (muszkarz), posługuje się wędką muchową, która jest zaopatrzona w kołowrotek muchowy oraz jeden z trzech rodzajów sznura, specjalnej linki.

## Historia
Pierwsza wzmianka o łowieniu ryb z użyciem sztucznych much została zamieszczona w dziele Klaudiusza Eliana, rzymskiego pisarza z II wieku. Wabiki zrobione z piór i sierści, wykorzystywali wówczas macedońscy rybacy. Również w średniowieczu spotykane są zapisy na ten temat. W XVIII wieku wędkarstwo muchowe stało się popularną rozrywką angielskich elit. W Anglii stworzono podwaliny sportu muchowego, a przyjęte wtedy standardy i nazwy obowiązują w dużej części do dziś.

## Rodzaje linek (sznurów)
- linka pływająca – ten rodzaj używany jest najczęściej,
- linka tonąca – używa się linek tonących z różną szybkością (od kilku do kilkunastu centymetrów na sekundę),
- linka pośrednia – może pełnić funkcję pływającej lub powoli tonącej, w zależności od techniki prowadzenia sznura i jego uprzedniego przygotowania do połowu przy pomocy specjalnych smarów.

Są też sznury pływające z tonącymi końcówkami o długości do kilku metrów. Do sznura, dowiązany jest przypon składający się ze związanych ze sobą kilku odcinków coraz cieńszych żyłek, na końcu którego wiąże się sztuczną przynętę, którą na ogół jest imitacją owada, zwana muszką. Muszka taka sporządzona jest przez uwiązanie na haczyku kombinacji piór, nici i innych materiałów (np. przędzy, sierści, sztucznych włókien czy gąbki). W wędkarstwie muchowym zwykle nie stosuje się obciążenia, choć ciężar muszki stanowi niewielki ułamek grama. Wędkarz zarzuca muszkę, wykorzystując ciężar i bezwładność sznura oraz sprężystość wędziska.

## Rodzaje muszek
Typowe ryby poławiane na muchę w Polsce to pstrąg i lipień. Na muchę łowi się również trocie, łososie i głowacice oraz niektóre ryby karpiowate, np. bolenie, klenie, jazie, jelce, brzany i świnki. Bardzo dobrze biorą na muchę mniej popularne okonie i wzdręgi. Bardzo atrakcyjne są również muchowe połowy szczupaka. Możliwy jest też połów sandaczy, a nawet sumów, siei, sielawy i innych gatunków (właściwie możliwe jest wykonanie odpowiedniej imitacji – "muchy" – na każdy gatunek ryby – i złowienie tej ryby). Za granicą łowi się na muchę niektóre ryby okoniokształtne (np. bassy) oraz dzikie karpie. Bardzo dynamicznie rozwija się morskie wędkarstwo muchowe (obecnie poławia się tą metodą ponad 30 gatunków różnych ryb morskich – w Morzu Bałtyckim są to głównie belony, trocie wędrowne, flądry i dorsze, a także ryby słodkowodne zamieszkujące Bałtyk – jak płocie czy leszcze).
Wśród wędkarzy muchowych szeroko rozpowszechniona jest ideologia catch & release, czyli wypuszczanie złowionych ryb z powrotem do wody. Stosuje się przy tym mniej szkodliwe dla ryb haczyki bezzadziorowe oraz specjalne techniki postępowania ze złowiona rybą, które zwiększają prawdopodobieństwo jej przeżycia po wypuszczeniu. W wielu krajach wędkarze muchowi zrzeszają się w federacje działające na rzecz ochrony i restytucji wód stanowiących naturalne siedlisko ryb łososiowatych.